# バジル・ブルック (初代ブルックバラ子爵)

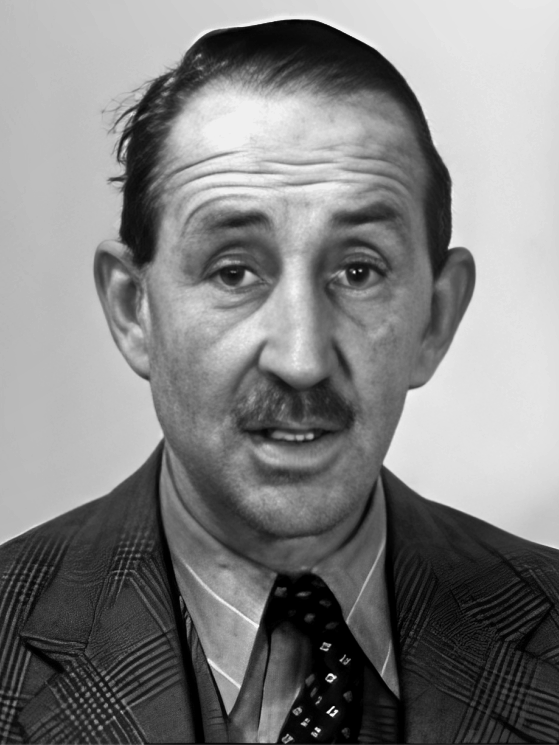
初代ブルックバラ子爵

初代ブルックバラ子爵バジル・スタンレイク・ブルック（英語: Basil Stanlake Brooke, 1st Viscount Brookeborough, KG、CBE, MC, TD, PC (Ire) 、1888年6月9日 - 1973年8月18日）は、イギリス・北アイルランドの政治家。アルスター統一党に所属し、1943年から1963年にかけて北アイルランド首相を務めた。

## 経歴
1888年6月9日に北アイルランド・ファーマナ県・ブルックバラ・コールブルック荘園(Colebrooke Estate)の地主である第4代準男爵アーサー・ダグラス・ブルック(Sir Arthur Douglas Brooke, 4th Bt.)とその妻ガートルード・イザベラ(Gertrude Isabella 旧姓バトソン(Batson))の間の長男として生まれる。
ウィンチェスター・カレッジを卒業。1907年に父の死により第5代準男爵位を継承。サンドハースト王立陸軍大学で学ぶ。1908年9月26日に王立フュージリアー連隊の少尉(second lieutenant)に任官。第一次世界大戦には第10軽騎兵連隊の大尉(Captain)として従軍した。1920年に退役し、コールブルック荘園の農業経営に戻った。これが軍事から政治へキャリア変更するきっかけとなった。
1921年に北アイルランド元老院(上院)の議員に選出されるが、アイルランド共和軍(IRA)と戦うアルスター特殊警察隊(USC)の指揮官になるためすぐに辞職した。1921年に大英帝国勲章コマンダー(CBE)を受勲。
1929年にリスナスケア選挙区から選出されてアルスター統一党所属の北アイルランド庶民院(下院)の議員となる。北アイルランド首相ジェイムズ・クレイグの内閣において1929年から1933年まで北アイルランド財務大臣政務官補を務めた。ついで1933年から1941年までクレイグとジョン・ミラー・アンドリューズの内閣において北アイルランド農業大臣を務めた。この際にアイルランド枢密顧問官に列する。ついで1941年からアンドリューズ内閣の北アイルランド商工大臣を務めた。
1943年5月2日にアンドリューズの跡を襲って北アイルランド首相に就任。以降1963年3月までの20年弱という長期にわたって同職に在職することになった。
1952年7月1日に連合王国貴族爵位ブルックバラ子爵に叙され、連合王国貴族院議員に列した。北アイルランド議会でも引き続き庶民院議員の議席を保持した。
1950年代半ば以降北アイルランド経済の脱工業化の流れでプロテスタントの失業者が増大し、アルスター統一党のバックベンチャー議員の間でブルックバラ子爵は経済に無関心な首相との批判が強まった。この批判が高まるにつれて財務大臣テレンス・オニールを首相に推す声が強まった。
1963年に健康悪化により北アイルランド首相を辞した。首相辞任後も1969年の北アイルランド総選挙までは庶民院議員の議席を維持した。1965年からは庶民院の父となった。1973年8月18日に死去した。85歳没。長男は第二次世界大戦で戦死していたため、次男のジョン・ブルックが爵位を継承した。

## 栄典

### 爵位
1907年11月27日に以下の準男爵位を継承した。
- (コール・ブルックの)第5代準男爵 (5th Baronet, "of Cole Brooke")
(1822年1月7日の勅許状による連合王国準男爵位)

1952年7月4日に以下の爵位を新規に叙された。
- ファーマナ県におけるコールブルックの初代ブルックバラ子爵 (1st Viscount Brookeborough, of Colebrooke in the County of Fermanagh)
(勅許状による連合王国貴族爵位)

### 勲章
- 1921年、 大英帝国勲章コマンダー(CBE) [1][2]
- 1965年、ガーター勲章(騎士団)ナイト（KG）[1][2]

## 家族
1919年6月3日にシンシア・メアリー・セージソン(Cynthia Mary Sergison)と結婚し、彼女との間に以下の3子をもうけた。
- 長男バジル・ジュリアン・デイヴィッド・ブルック (Basil Julian David Brooke, 1920-1943) 第二次世界大戦で戦死
- 次男ジョン・ウォーデン・ブルック（英語版）(John Warden Brooke, 1922-1987) 第2代ブルックバラ子爵を継承
- 三男ヘンリー・アラン・ブルック(Henry Alan Brooke, 1923-1945) 第二次世界大戦で戦死

1970年にシンシアと死別したのち、1971年にサラ・アイリーン・ベル・ヒーリー(Sarah Eileen Bell Healey)と再婚した。